# Pavel Foltán
Pavel Foltán (* 8. května 1957 Benešov) je český právník, spisovatel, novinář a vysokoškolský učitel, v letech 2001 až 2003 a opět 2009 až 2015 člen Rady pro rozhlasové a televizní vysílání (v letech 2009 až 2015 též místopředseda rady), v letech 2018 až 2023 člen Rady České tiskové kanceláře.

## Život
V letech 1972 až 1976 vystudoval střední školu se zaměřením na hudební nástroje a v letech 1976 až 1980 pak právnickou fakultu na vysoké škole (získal titul JUDr.).
Od roku 1978 sice spolupracoval s masmédii, ale nejprve musel absolvovat základní vojenskou službu ve vojenském uměleckém souboru (1980 až 1981). Následně v letech 1981 až 1982 pracoval na odboru kultury ve státní správě, musel však odejít z politických důvodů. V roce 1982 se krátce živil jako pomocný dělník v pivovaru Starobrno.
Od roku 1982 se živí jako profesionální umělec (tj. autor a interpret ve svobodném povolání). Mezi roky 1982 a 1991 externě umělecky spolupracoval s Divadlem bratří Mrštíků v Brně. Od roku 1990 pracuje také v oblasti mediálního poradenství. V letech 1991 až 1993 byl hlavním dramaturgem festivalu Porta a člen rady Porty. Mezi roky 1992 a 2000 dále spolupracoval s reklamními agenturami. V 90. letech 20. století byl také dramaturgem a prokuristou firmy Polymnia (muzikály Bastard, Sny svatojánských nocí).
Po roce 2000 byl lektorem rockových kursů. Od února 2001 do dubna 2003 působil jako člen Rady pro rozhlasové a televizní vysílání. Od roku 2003 je členem Syndikátu novinářů (nezávislá publicistika) a od roku 2005 pedagogem Univerzity Jana Amose Komenského Praha. V letech 2007 až 2008 byl tiskovým mluvčím Nejvyššího státního zastupitelství, od roku 2009 pro něj pracoval jako mediální analytik.
Mezi roky 2009 a 2015 byl opět členem Rady pro rozhlasové a televizní vysílání, tentokrát navíc i místopředsedou rady.
V březnu 2018 byl v tajné volbě zvolen Poslaneckou sněmovnou PČR členem Rady České tiskové kanceláře. Nominovalo jej hnutí ANO 2011, získal 89 hlasů (ke zvolení bylo třeba 86 hlasů). Už v srpnu 2018 se ale ukázalo, že je ve střetu zájmů, jelikož byl jeho syn zaměstnán na plný úvazek v Českém rozhlase. V roce 2019 pak na sebe upozornil, když požadoval, aby mu ČTK proplácela náklady za jeho cesty z Brna do Prahy, ale i náklady na mobilní telefon, internetové připojení a parkovací kartu pro Prahu 1. Foltán dlouhodobě podroboval kritice fungování Rady ČTK a vyjádření jejích předsedů ve prospěch privatizace ČTK a vyjadřoval kritický názor, že jako zákonem zřízený kontrolní orgán veřejnosti nad ČTK fakticky "Rada ČTK zastupuje zájmy vedení České tiskové kanceláře, ale nikoli zájmy veřejnosti" (zdroj rozhovor P. Foltána pro Parlamentní listy.cz 8.3.2021). Mandát člena Rady ČTK zastával do začátku března 2023.
Pavel Foltán je ženatý, má jednoho syna. V roce 2018 vydal knihu Karel mezi námi, v níž píše o své spolupráci s Karlem Krylem po jeho návratu na přelomu let 1989 a 1990 do staré vlasti.